# Drepanulatrix perpallidaria
Drepanulatrix perpallidaria är en fjärilsart som beskrevs av Augustus Radcliffe Grote 1882. Drepanulatrix perpallidaria ingår i släktet Drepanulatrix och familjen mätare. Inga underarter finns listade i Catalogue of Life.